# Reifenberger Wiesen

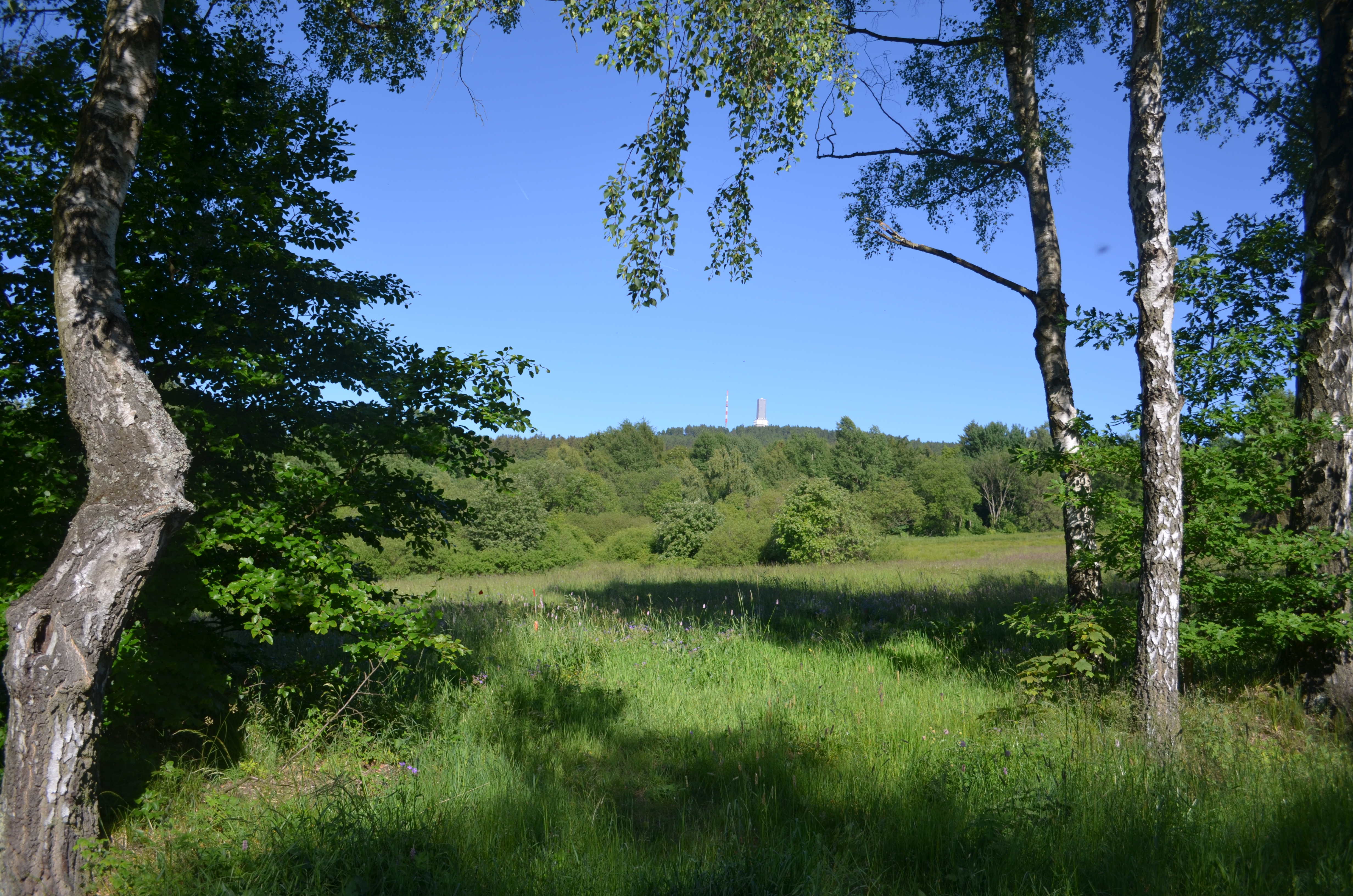
Reifenberger Wiesen mit dem Großen Feldberg im Hintergrund

Die Reifenberger Wiesen sind ein Naturschutzgebiet zwischen Oberreifenberg und Niederreifenberg im Hochtaunuskreis.

## Lage
Die Reifenberger Wiesen befinden sich am Nordhang des Großen Feldbergs. Bergseitig werden sie durch die Limesstraße begrenzt. Nach Westen bildet die Landesstraße 3025 bzw. ihre Verlängerung am Waldrand die Grenze des Gebietes. Talseitig wird das Gebiet durch die Bebauungsgrenze, insbesondere die frühere Bildungs- und Familienstätte Oberreifenberg (BFO) begrenzt. Hinzu kommt die sogenannte „Heimliche Wiese“, die im Winter als Skipiste genutzt wird. Am Rande des Gebietes liegt die Jugendherberge Oberreifenberg und das Naturparkhotel Weilquelle. Die Reifenberger Wiesen werden durch die Weil durchflossen, die wenige hundert Meter oberhalb, nahe dem Kastell Kleiner Feldberg entspringt.

## Beschreibung
Die 23,37 Hektar große Fläche mit deutlicher Hanglage auf einer Höhe von 650 und 700 m über NN wurde 1983 unter Naturschutz gestellt. Es handelt sich um Magerwiesen, die historisch durch Weidewirtschaft entstanden sind. Die Einwohner der äußerst armen Feldbergdörfer rodeten die wenigen Flächen, auf denen eine Landwirtschaft möglich war. Aufgrund der Höhenlage und der Neigung waren auf dem Gebiet der Reifenberger Wiesen lediglich Weidewirtschaft möglich. Nach dem Zweiten Weltkrieg führte die Automatisierung der Landwirtschaft dazu, dass eine Bewirtschaftung dieser Flächen unwirtschaftlich wurde. Sie blieben sich selbst überlassen und bildeten eine schützenswerte Vielfalt von Pflanzen aus. Es sind aber weiterhin Kulturlandschaften, die ohne einen Eingriff des Menschen verschwinden würden. Ohne einen Eingriff des Menschen würden die Wiesen verbuschen und sich im Laufe der Zeit in einen Wald verwandeln. Anfang 2012 erfolgte die letzte Rodung einer Teilfläche von 10 Hektar, um diesen Effekt zu bekämpfen.
Das Naturschutzgebiet wird von Pflanzen wie der Türkenbundlilie, Flattergras und Stendelwurz bewachsen, die auf magere Böden spezialisiert sind und dient Vögeln und Tieren als Brut- und Rückzugsraum. Die sehr seltene Lanzettblättrige Glockenblume, die nur in der Pfalz und dem hohen Taunus anzutreffen ist, hat ihr Hauptverbreitungsgebiet im Taunus in und um die Reifenberger Wiesen.

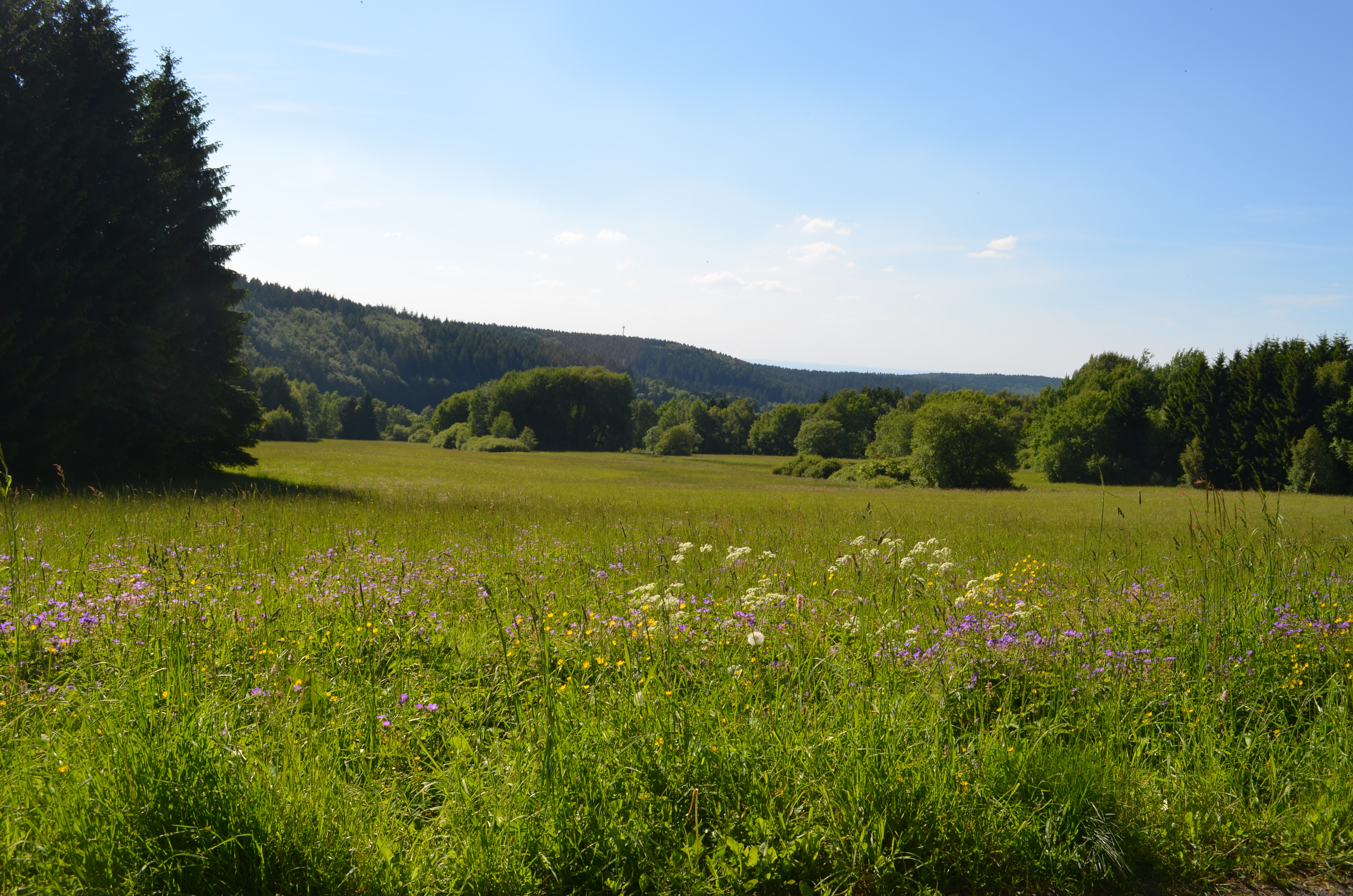
Reifenberger Wiesen und Hühnerberg
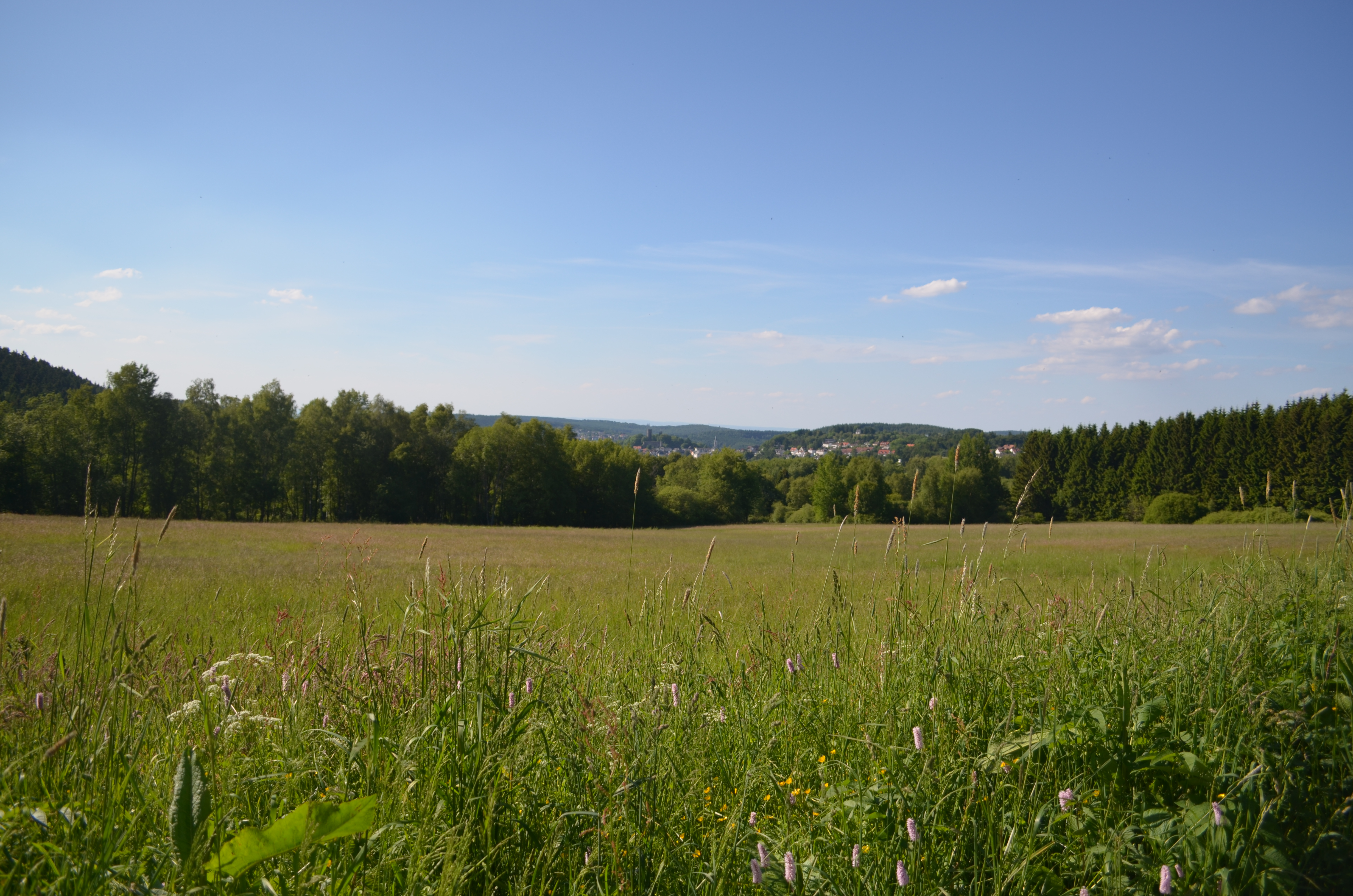
Reifenberger Wiesen und Oberreifenberg
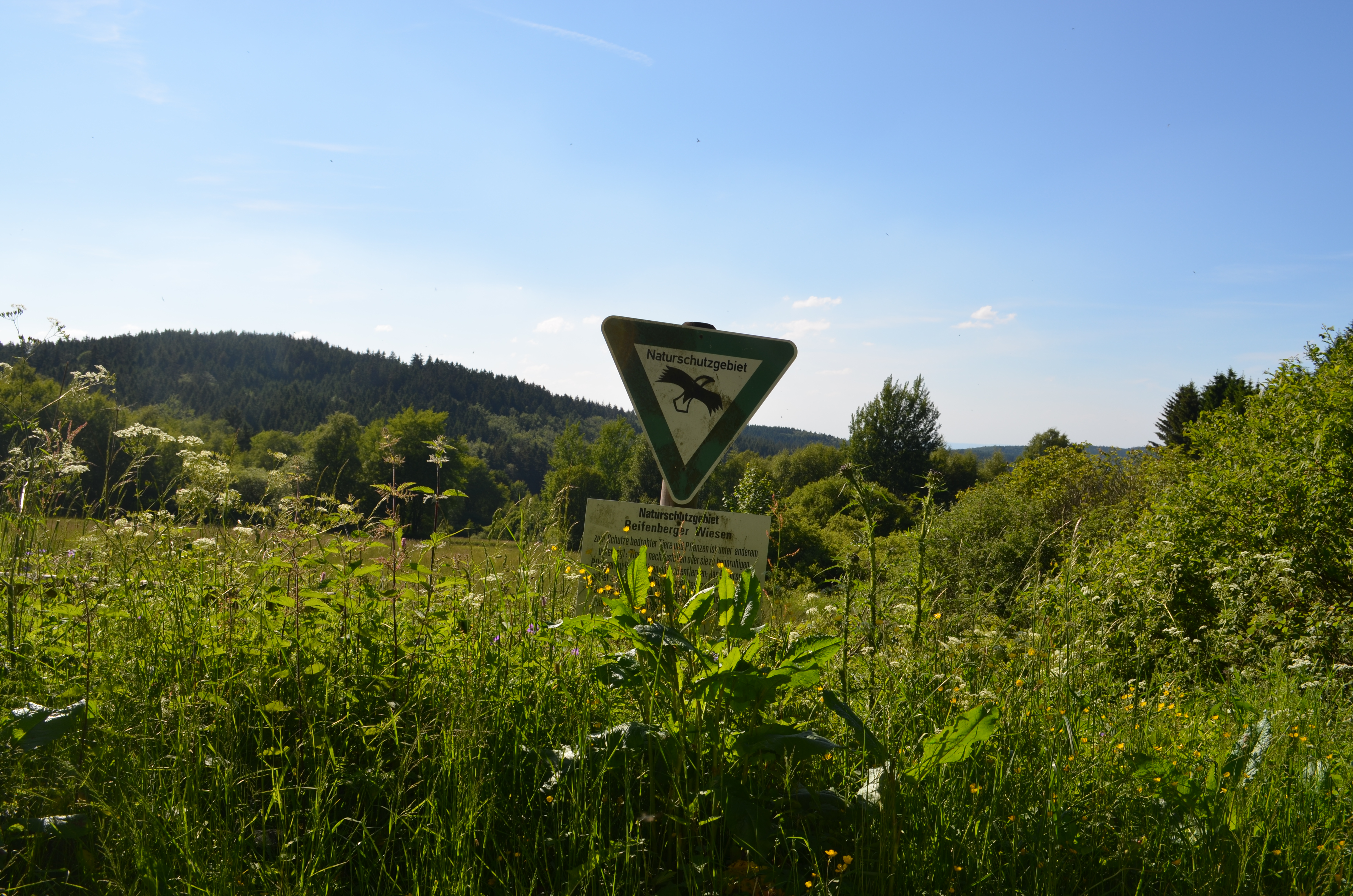
Reifenberger Wiesen mit Weilsberg im Hintergrund
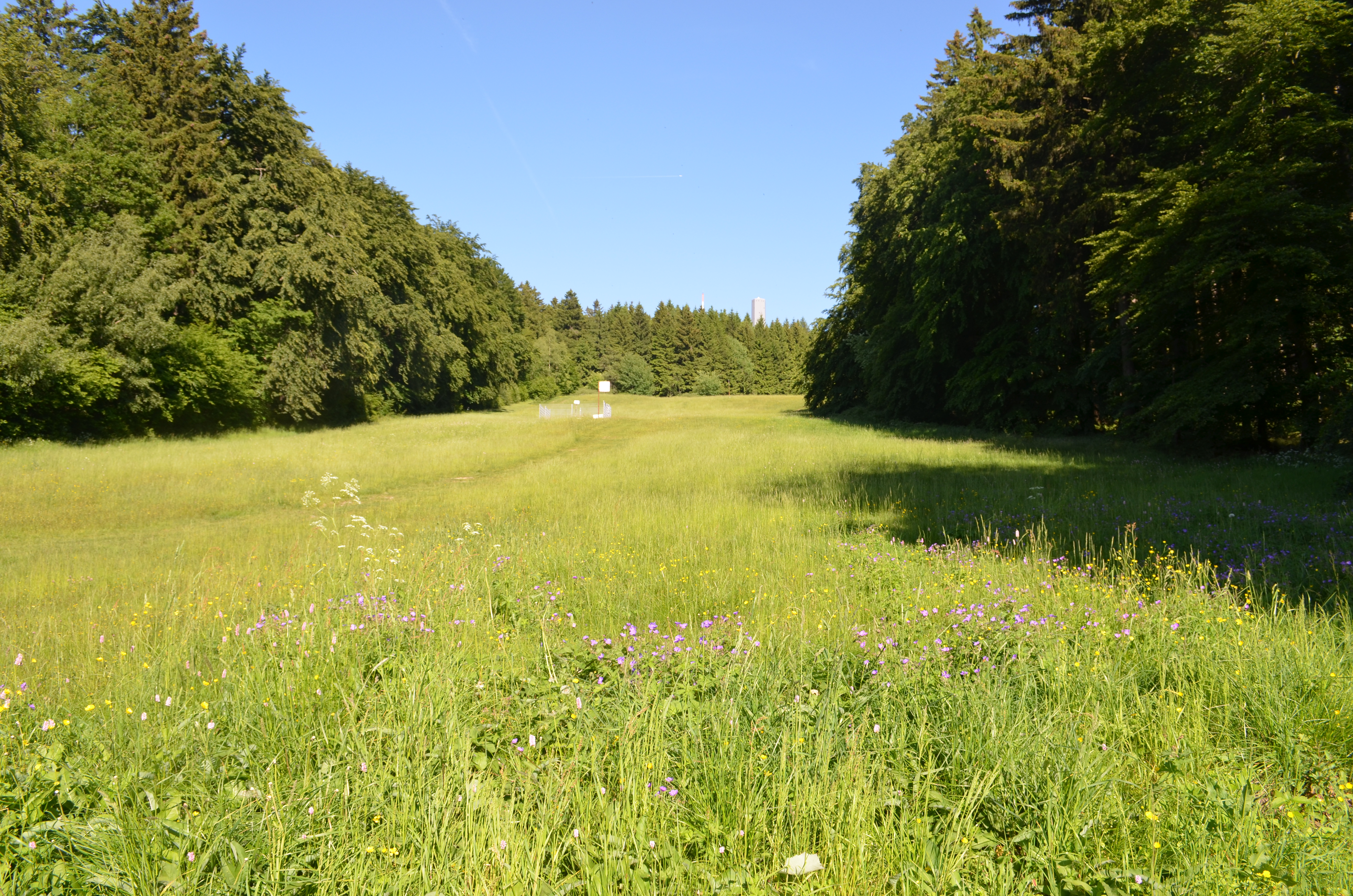
Reifenberger Wiesen, heimliche Wiese
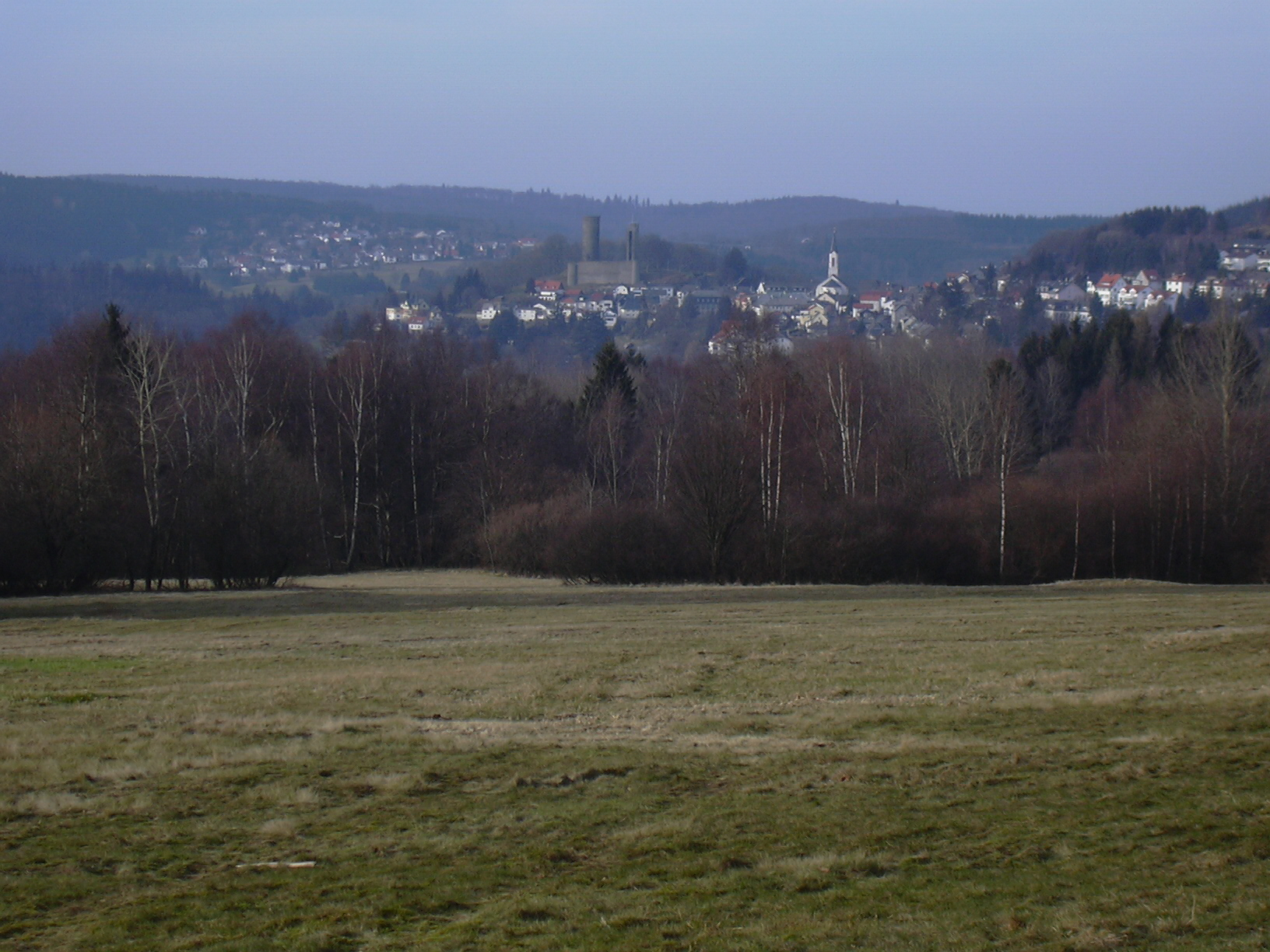
Reifenberger Wiesen